# Milagres (Band)
Milagres ist eine amerikanische Indie-Rock-Band aus Brooklyn, New York. Anfang 2011 unterschrieb die Band beim Label Kill Rock Stars.

## Geschichte
Kyle Willson (Leadgesang), Fraser McCulloch (Bass, Keyboard, Gesang), und Eric Schwortz (Gitarre, Hintergrundgesang, Percussion) kannten sich von der New Yorker Universität. Der Schlagzeuger Steven Leventhal und der Keyboarder Chris Brazee McCulloch kannte Schwortz aus der High School, wo diese schon eine Band waren. 2010 hatte Leadsänger Kyle Willson einen schweren Kletterunfall. Die Folgen waren schwere Rückenverletzungen. Als er im Bett lag, schrieb er viele Songs für die Band. Ein paar davon sind nun auf dem Album Glowing Mouth zu hören.
Kurz nach der Veröffentlichung des Debüt-Albums Glowing Mouth, unterschrieb die Band noch beim britischen Label Memphis Industries, um das Album in Großbritannien und weiteren europäischen Ländern zu veröffentlichen.

## Bandname
Milagres ist portugiesisch und bedeutet Wunder. Dieser Bandname kommt davon, weil Leadsänger Kyle Willson seinen Kletterunfall überlebt hatte.